# Герб Письменного
Герб Письменного — офіційний геральдичний символ селища Письменне. Затверженний 12 лютого 2016р. рішенням №37-3/VII сесії селищної ради..

## Опис
Щит скошений зліва лазуровим і зеленим; на лінії розділу золотий колос в перев'яз зліва. У першій частині три срібних куполи з хрестами, середній більше; у другій частині чорний паровоз.